# Anjelica Bette Fellini
Anjelica Bette Fellini (Nueva York, 26 de noviembre de 1994) es una actriz estadounidense, más conocida por sus papeles de Rebecca Hoover en The Gifted o de Blair Wesley en la producción de Netflix de 2020 Dos balas muy perdidas.

## Primeros años
Fellini nació en Nueva York, donde se ha criado y reside. A una edad temprana, Fellini asistió a la Escuela de Ballet Americano (SAB) en el Lincoln Center de Nueva York.

## Carrera
Fellini comenzó su carrera como bailarina en Broadway. Su instructor de baile le sugirió por primera vez que se dedicara a la actuación, observando su carácter vivo y expresivo; a la edad de 20 años, Fellini estaba actuando en el escenario en El fantasma de la ópera.
En 2018, Fellini consiguió su primer papel regular en televisión en The Gifted de Fox como Rebecca Hoover, también conocida como Twist, una ex mutante paciente mental liberada por los Servicios Centinelas.
En 2020, Fellini fue elegida para un papel principal como Blair Wesley en la serie de televisión de comedia-drama adolescente de Netflix de 2020 Dos balas muy perdidas junto a Maddie Phillips, que interpretaba a su hermana gemela Sterling, siendo Blair la hermana más rebelde. La serie alcanzó el número uno en el Top 10 de Netflix poco después de su primera emisión.
Al año siguiente, Fellini apareció en la película de Wes Anderson The French Dispatch, cuyo reparto incluye a Tilda Swinton, Elisabeth Moss, Bill Murray, Benicio del Toro, Saoirse Ronan, Christoph Waltz y Anjelica Huston.

## Vida personal
Fellini es judía, confesión que confirmó en un vídeo en directo en su perfil de Instagram en 2020.

## Filmografía

### Cine
| Año  | Título                | Papel                 | Notas        |
| ---- | --------------------- | --------------------- | ------------ |
| 2017 | Margot                | Margot                | Cortometraje |
| 2017 | #Best Web Series Ever | Stephanie Roemer      | Cortometraje |
| 2018 | Too Close to the Sun  | Isabella              | Cortometraje |
| 2021 | The French Dispatch   | Correctora de pruebas |              |
| 2023 | Classmates            | Anabella              |              |

### Televisión
| Año  | Título                 | Papel          | Notas                          |
| ---- | ---------------------- | -------------- | ------------------------------ |
| 2018 | The Gifted             | Rebecca Hoover | 5 episodios                    |
| 2020 | Dos balas muy perdidas | Blair Wesley   | Papel principal - 10 episodios |